# Eriocaulon desulavii
Eriocaulon desulavii är en gräsväxtart som beskrevs av Nikolai Nikolaievich Tzvelev. Eriocaulon desulavii ingår i släktet Eriocaulon och familjen Eriocaulaceae. Inga underarter finns listade i Catalogue of Life.